# John Truscott
John Edward Truscott AO (* 23. Februar 1936 in Melbourne, Victoria, Australien; † 5. September 1993 ebenda) war ein australischer Schauspieler, Kostüm- und Szenenbildner, der bei der Oscarverleihung 1968 für den Film Camelot – Am Hofe König Arthurs (1967) sowohl den Oscar für das beste Kostümdesign als auch den Oscar für das beste Szenenbild gewann.

## Leben
Truscott war für sein enormes Talent als Kostüm- und Szenenbildner bekannt, aber auch für die enormen Kosten für seine Designs bekannt, so dass er lediglich bei zwei Filmen an der Szenen- und Kostümausstattung mitwirkte: Für den Musicalfilm Camelot – Am Hofe König Arthurs von Joshua Logan mit Richard Harris, Vanessa Redgrave und Franco Nero in den Hauptrollen gewann er zum einen den Oscar für das beste Kostümdesign sowie zum anderen mit Edward Carrere und John Brown den Oscar für das beste Szenenbild. Der zweite Film, an dem er als Kostüm- und Szenenbildner mitarbeitete, war das Western-Musical Westwärts zieht der Wind (1969), ebenfalls unter der Regie von Joshua Logan mit Lee Marvin, Clint Eastwood und Jean Seberg.
Mitte der 1970er begann er dann als Schauspieler zu arbeiten, wirkte allerdings nur an fünf Filmen und Fernsehserien mit: Victorian Scandals (1976, Fernsehserie), I, Claudius (1976, Fernsehserie), Der Spion, der mich liebte (1977), Play For Today (1977), Taxandria (1994), sowie The sleeping dictionary (2003).
Für seine Verdienste um die Kunst, besonders auf dem Gebiet des Theater- und Filmdesigns, wurde er anlässlich des Geburtstags von Queen Elisabeth II. 1985 zum Offizier des Order of Australia berufen.

## Auszeichnungen
Oscar
- 1968: für das beste Kostümdesign
- 1968: für das beste Szenenbild